# 실론 홍차

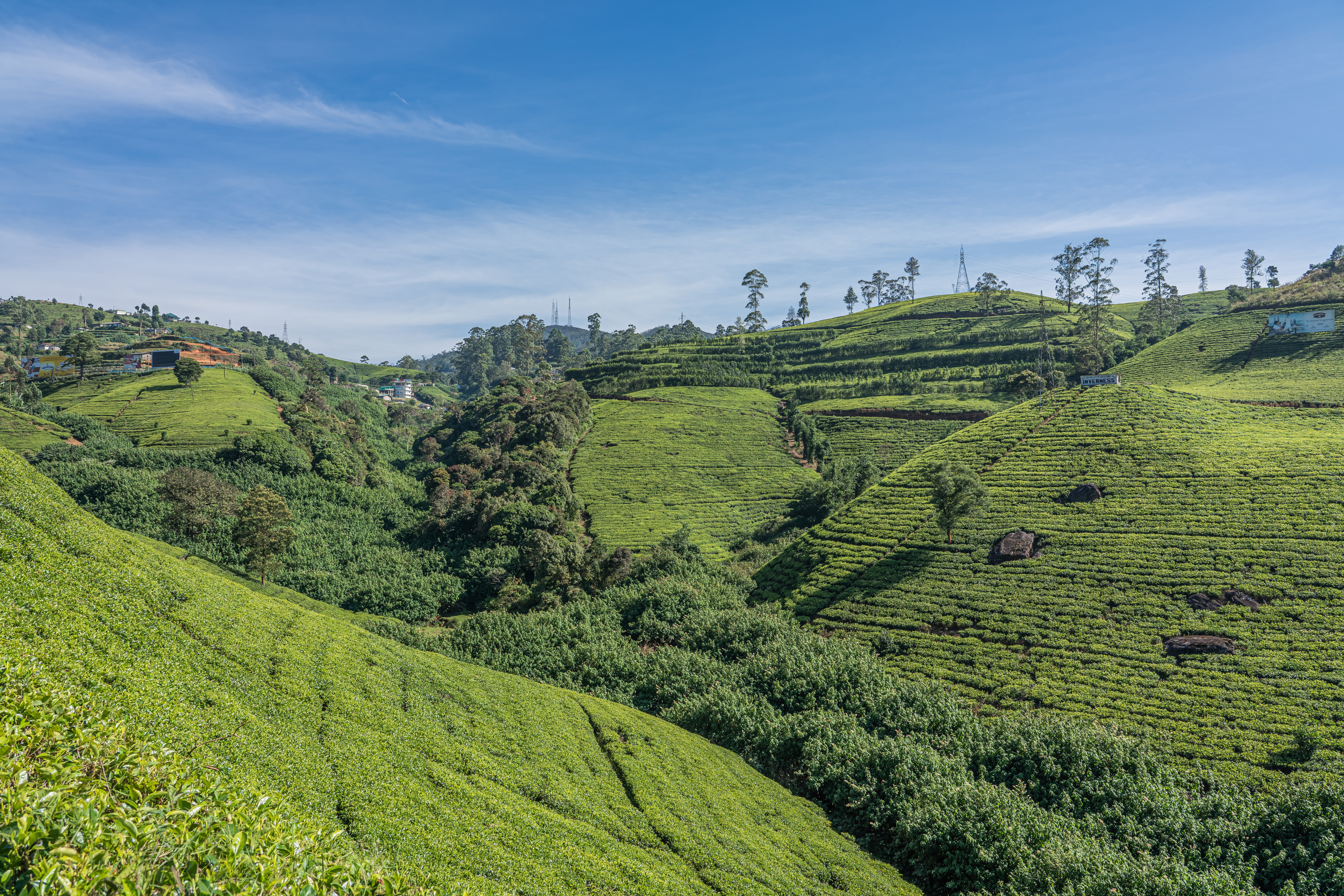

실론 홍차(Ceylon black tea)는 스리랑카에서 생산되는 홍차를 통틀어 일컫는 말이다. 1972년 전까지는 스리랑카가 실론으로 불리었기 때문에 실론 홍차라는 이름이 붙었다. 해발 고도가 다른 여러 곳의 다원에서 길러지며, 서로 다른 다원에서 생산된 실론 홍차는 그 향과 맛이 다르다.
19세기 초반까지 스리랑카에서는 커피를 많이 재배하였다. 그런데 1870년대 말, 커피나무를 고사시키는 치명적인 균이 유행하여, 그 이후로 차를 주로 재배하게 되었다.
주요 다원 구역(또는 거기에서 나는 홍차의 종류)에는 누와라엘리야(Nuwara Eliya), 우바(Uva), 딤불라(Dimbula) 등이 있다.